# Abel Neto
Abel Verônico da Silva Neto (Santos, 18 de janeiro de 1970) é um jornalista, repórter e apresentador brasileiro.

## Biografia
Filho do ex-futebolista brasileiro Abel Verônico, quando garoto, acompanhava o pai nos jogos de futebol nos times onde atuava sendo o mascote. A influencia esportiva foi herdada do pai jogador e, o jornalismo, da mãe, a jornalista Vera Lúcia Oscar Alves da Silva.
Em Santos, Abel cursou Jornalismo na Universidade Católica de Santos, saindo em 1997, onde também se formou em letras, na qual foi professor de inglês.
No jornalismo esportivo começou em 1997, no qual esteve no jornal Lance!, então recém-lançado.  Ainda em Santos, começou na TV Tribuna, a convite do ex-professor cobrindo o Santos para o Globo Esporte. Abel ficou até julho de 2000, quando mudou-se para São Paulo, onde se fixou na Globo São Paulo.
Foi apresentador do programa "Espaço Aberto Esporte" na GloboNews. Abel fez várias coberturas esportivas além de cobrir o Corinthians, São Paulo, Palmeiras e Portuguesa como setorista. Entre as várias coberturas, a Copa 2006 e claro acompanhou a evolução dos jogadores Robinho e Kaká, além de acompanhar o caso de racismo envolvendo o atacante Grafite, do São Paulo, na Libertadores de 2005.
A partir de 2012, passou a ser apresentador eventual em substituição à Tiago Leifert na edição paulista do programa diário Globo Esporte.
Entre 2013 e 2018, foi o apresentador do quadro de esportes no Bom Dia São Paulo, além de ser apresentador eventual no Seleção, do canal SporTV.
No dia 27 de abril de 2018, Abel deixou a Globo e foi contratado pela Fox Sports Brasil.
Em 2021, renovou seu contrato com o grupo Disney, sendo jornalista exclusivo da ESPN e da Fox Sports.

### Bordão
Abel criou o bordão "um beijo do negão", com o qual se despedia quando estava na apresentação eventual do Globo Esporte. Abel inspirou-se no apresentador Jô Soares, que sempre encerrava com seu programa "um beijo do gordo".

### Vida pessoal
Casado com a também jornalista Mariliz Rodrigues Camacho Torres, Abel tem dois filhos.

## Prêmios
| Ano  | Prêmio                                                                     | Categoria                         | Resultado | Ref.   |
| ---- | -------------------------------------------------------------------------- | --------------------------------- | --------- | ------ |
| 1999 | Troféu ACEESP (Associação dos Cronistas Esportivos do Estado de São Paulo) | Revelação do Jornalismo Esportivo | Venceu    | [ 10 ] |
| 2008 | Revista Top of Business (SP)                                               | Marketing e Empreendedores        | Venceu    |        |
| 2011 | Troféu ACEESP (Associação dos Cronistas Esportivos do Estado de São Paulo) | Repórter de TV Aberta             | Indicado  | [ 11 ] |
| 2012 | Troféu ACEESP (Associação dos Cronistas Esportivos do Estado de São Paulo) | Repórter de TV Aberta             | Indicado  | [ 12 ] |
| 2015 | Prêmio Comunique-se                                                        | Esportes: Mídia Falada            | Venceu    | [ 13 ] |
| 2015 | Troféu ACEESP (Associação dos Cronistas Esportivos do Estado de São Paulo) | Repórter de TV                    | Indicado  | [ 14 ] |
| 2016 | Troféu ACEESP (Associação dos Cronistas Esportivos do Estado de São Paulo) | Repórter de TV                    | Indicado  | [ 15 ] |
| 2017 | Troféu ACEESP (Associação dos Cronistas Esportivos do Estado de São Paulo) | Repórter de TV                    | Indicado  | [ 16 ] |